# توريلافيجا
بلدية توريلافيجا (بالإسبانية: Torrelavega)‏، هي إحدى بلديات منطقة كانتابريا, المصنفة على أنها مقاطعة أيضاً، في شمال إسبانيا.
يبلغ عدد سكانها 56.180 نسمة وفقاً لإحصائية سنة (2002).

## توأمة
لتوريلافيجا اتفاقيات توأمة مع كل من:
- هافانا القديمة
- روشفور
- الزوك
- لوغا [الإنجليزية]‏
- أوفييدو

## أعلام
- أوسكار فريري
- فيسنتي ترويبا
- داني سوردو
- أنطونيو ريزينيس
- إنريكي سيريزو